# Porphyrinia rosina
Porphyrinia rosina là một loài bướm đêm trong họ Noctuidae.